# Tadorna
Tadorna – rodzaj ptaków z podrodziny kaczek (Anatinae) w rodzinie kaczkowatych (Anatidae).

## Zasięg wstępowania
Rodzaj obejmuje gatunki występujące w Afryce, Eurazji i Australii.

## Morfologia
Długość ciała 58–72 cm, rozpiętość skrzydeł 94–145 cm; masa ciała samców 830–2200 g, samic 562–1850 g.

## Systematyka

### Etymologia
- Tadorna (Tradena, Tadoma, Todarna): epitet gatunkowy Anas tadorna Linnaeus, 1758[15]; fr. Tadorne „kazarka” (Tadorne de Belon „ohar”), od średniofr. Tadorne i Tadourne „rodzaj kaczki”[15].
- Rhynchoceros: gr. ῥυγχος rhunkhos „dziób”; κερας keras, κερως kerōs „róg”[16]. Gatunek typowy: Anas tadorna Linnaeus, 1758.
- Casarca (Casarka): epitet gatunkowy Anas casarca Linnaeus, 1768[17]; ros. казарка kazarka „mała gęś”, nazwa stosowana na określenie różnych gęsi i kazarek, od tatar. Karakchás „czarna gęś”[17]. Gatunek typowy: Anas casarca Linnaeus, 1768 (= Anas ferruginea Pallas, 1764).
- Vulpanser: średniowiecznołac. vulpanser „kazarka” lub „tracz”, od łac. vulpes, vulpis „lis”; anser, anseris „gęś”[18]. Gatunek typowy: Anas tadorna Linnaeus, 1758.
- Nettalopex: gr. νηττα nētta „kaczka”; αλωπηξ alōpēx, αλωπεκος alōpekos „lis”[19]. Nowa nazwa dla Casarca.
- Pseudotadorna: gr. ψευδος pseudos „fałszywy”; rodzaj Tadorna Boie, 1822, kazarka[20]. Gatunek typowy: Pseudotadorna cristata N. Kuroda Sr., 1917.
- Zesarkaca: zbitka wyrazowa nazwy Zelandia (tj. Nowa Zelandia) i nazwy rodzaju Casarca Bonaparte, 1838[21]. Gatunek typowy: Anas variegata J.F. Gmelin, 1789.

### Podział systematyczny
Do rodzaju należą następujące gatunki:
- Tadorna tadorna (Linnaeus, 1758) – ohar
- Tadorna ferruginea (Pallas, 1764) – kazarka rdzawa
- Tadorna cana (J.F. Gmelin, 1789) – kazarka szarogłowa
- Tadorna tadornoides (Jardine & Selby, 1828) – kazarka obrożna
- Tadorna variegata (J.F. Gmelin, 1789) – kazarka rajska
- Tadorna cristata (N. Kuroda Sr., 1917) – kazarka czubata – takson krytycznie zagrożony, najprawdopodobniej wymarły[23]

Opisano również gatunek wymarły w miocenie:
- Tadorna minor Kessler & Hír, 2012

Fragment kladogramu z uwzględnieniem gatunków z rodzaju Tadorna:
|  | T. cana                                                                                         |
|  |                                                                                                 |
|  | \| \| T. ferruginea \| \| \| \| \| \| T. tadornoides \| \| \| \| \| \| T. variegata \| \| \| \| |
|  |                                                                                                 |
|  | T. ferruginea                                                                                   |
|  |                                                                                                 |
|  | T. tadornoides                                                                                  |
|  |                                                                                                 |
|  | T. variegata                                                                                    |
|  |                                                                                                 |

|  | T. ferruginea  |
|  |                |
|  | T. tadornoides |
|  |                |
|  | T. variegata   |
|  |                |

|  | T. cana                                                                                         |
|  |                                                                                                 |
|  | \| \| T. ferruginea \| \| \| \| \| \| T. tadornoides \| \| \| \| \| \| T. variegata \| \| \| \| |
|  |                                                                                                 |
|  | T. ferruginea                                                                                   |
|  |                                                                                                 |
|  | T. tadornoides                                                                                  |
|  |                                                                                                 |
|  | T. variegata                                                                                    |
|  |                                                                                                 |

|  | T. ferruginea  |
|  |                |
|  | T. tadornoides |
|  |                |
|  | T. variegata   |
|  |                |